# Tonaža (ladja)
Tonaža (ang. tonnage) je merjenje tovorne sposobnosti ladij. S tonažo se ne vedno meri teže. V primerih kot so npr. nosilnost (DeadWeight Tonnage - DWT) ali pa izpodriv je tonaža merilo za težo (maso). V drugih primerih kot so npr. pri GT, GRT, NT, NRT, SCNT je v bistvu tonaža merilo za volumen - volumenska tonaža.
Merjenje predvsem volumenske tonaže je v nekaterih primerih zapleteno. Tonaže so pomembne pri certifikaciji, registraciji, pri taksah v pristanišču in npr. pri vozninah, ko prečkajo prekop. Da so zadeve še bolj komplicirane se v nekaterih primerih pri masni tonaži poleg metrskih ton, uporablja še kratke (907,2 kg oziroma 2000 funtov) oziroma dolge tone (1016 kg oziroma 2 240 funtov).  

## Različni tipi volumenskih tonaž
Gros tonaža (GT) je volumen vseh zaprtih prostorov na ladji. Je v vseh primerih manjša od GRT, npr. 0,5919 GT = 1 GRT = 2,8316 m3. 
Primer:
GT se računa po formuli : {\displaystyle GT=K\cdot V}, kjer je V = Skupni volumen v m3 in K = koeficient z vrednostjo med 0,22 do 0,32, odvisno od velikosti ladje (računano po : {\displaystyle K=0,2+0,02\cdot \log _{10}V}). Za ladjo s skupnim volumnom 10 000 m3, je gros tonaža 0,28 × 10 000 = 2 800 GT. Za ladjo z olumnom 80 000 m3, je gros tonaža 0,2980617 ×  80 000 = 23 844,94 GT.
Neto tonaža (NT) je volumen vseh zaprtih prostorov na ladji, ki so komercialnega namena 
Gros registrska tonaža (GRT) - te enote se ne več uporablja v industriji, leta 1994 jo je nadomestila GT (gros tonaža)
Neto registrska tonaža (NRT) te enote se ne več uporablja v industriji, leta 1994 jo je nadomestila NT (neto tonaža)
Suez Kanal Neto Tonaža (SCNT) je modfikacija NRT
Panama Canal/Universal Measurement System (PC/UMS)

## Masna tonaža
Izpodriv je masa vode, ki jo ladja izpodriva oziroma drugače rečeno masa ladje.
Nosilnost (ang. DeadWeight Tonnage - DWT) je masa tovora, ki ga lahko ladja prevaža. Vključuje tovor, gorivo, posadko, vodo in drugo. Vključuje vse razen teže prazne ladje.